# هپتاباربیتال
هپتاباربیتال (انگلیسی: Heptabarb) یک داروی آرام‌بخش و خواب‌آور از خانواده باربیتورات‌ها است.